# Cyclosorus thwaitesii
Cyclosorus thwaitesii là một loài dương xỉ trong họ Thelypteridaceae. Loài này được Abeyw. mô tả khoa học đầu tiên năm 1978.
Danh pháp khoa học của loài này chưa được làm sáng tỏ. 